# Acoplamento Rovibrónico
O Acoplamento rovibrónico denota as interações simultâneas entre graus de rotação, vibracionais e electrónicos de liberdade em uma molécula. Quando uma transição rovibrónica ocorre, os estados rotacionais, vibracionais e electrónicos mudam simultaneamente, ao contrário do caso de acoplamento rovibracionais. O acoplamento pode ser observado espectroscopicamente e é mais facilmente visto no efeito Renner-Teller
 no qual uma molécula poliatômica linear está num estado electrónico degenerado e vibrações em dobras vão causar um grande acoplamento rovibrónico.